# Osteocephalus duellmani
Osteocephalus duellmani é uma espécie de anfíbio anuro da família Hylidae. Está presente no Equador. A UICN classificou-a como pouco preocupante.